# Clortetraciclina
Clortetraciclina es antibiótico de la familia de las tetraciclinas y fue la primera tetraciclina en ser descubierta. Fue descubierta en 1945 por el Dr. Benjamin Dugger en la tierra del Campus Sanborn de la Universidad de Misuri-Columbia.
Antibiótico de la familia de las tetraciclinas producido por una bacteria, Streptomyces aureofaciens. Tiene una gran actividad frente a numerosos gérmenes: Streptococcus sp, Staphylococcus sp, neumococo, meningococo, gonococo, Brucella sp, Treponema pallidum, germen de la tularemia y ameba disentérica. También es eficaz en algunas enfermedades provocadas por otros microbios tales como Clamydia sp y Mycloplasma sp
(enfermedad de Nicolas-Favre, queratitis herpética, neumonías atípicas) o por Rickettsia sp (tifus exantemático). Es activa por vía oral.

## Tetraciclinas
- Clorotetraciclina.
- Demeclociclina.
- Doxiciclina.
- Limeciclina.
- Metaciclina.
- Minociclina.
- Oxitetraciclina.
- Rolitetraciclina.
- Tetraciclina.